# World's End Laundry〜メルカトルのための11行詩〜
『World's End Laundry〜メルカトルのための11行詩〜』（ワールズ・エンド・ランドリー〜メルカトルのためのじゅういちぎょうし〜）は、日本のネオアコ・バンドである b-flower の 3rd アルバム。
1993年10月27日に東芝EMI（現・EMIミュージック・ジャパン）の新レーベル「スイートスプエスト」の第一弾として発売され、メジャーデビューを果たした。『舟』が初シングルとしてカットされた。
従来通り、作詞は全楽曲とも八野によるものだが、作曲はメンバー全員が手がけた。
プロデュースは外間隆史。初めて外部からプロデューサーを起用した。

## 収録曲
1. リラの咲く日々 (4:34)
  - 作詞・作曲：八野英史
  - 八野によると、この曲は「言葉で説明してしまうとなんかいろいろと台無しになってしまう感じ」。1st アルバム『ペニーアーケードの年』収録の『Dear, 1984年の僕』と同様、八野自身が考えさせられてしまう曲である、とも語っている[1]。
2. 天使のチェインソー (3:16)
  - 作詞：八野英史、作曲：八野英史、宮大
3. トゥッティ・フルッティ・アイスクリームが溶けて悲しい(3:15)
  - 作詞・作曲：八野英史
4. 紺碧の空、キッチンの赤い壁 (3:42)
  - 作詞・作曲：八野英史

『Country Robinson』の英語名で、英国リリース7インチ『Strings』のカップリングとなった曲。
5. 夜の国へ (4:20)
  - 作詞：八野英史、作曲：宮大
6. 始まる、もしくは そこで終わる (3:50)
  - 作詞：八野英史、作曲：八野英史、鈴木浩
7. 冷蔵庫に捨てる (3:03)
  - 作詞：八野英史、作曲：鈴木浩
  - 鈴木の曲を背景に八野のナレーションが流れる、ユニークな楽曲。
8. 舟 (5:06)
  - 作詞・作曲：八野英史
  - 1st シングルカット曲。
9. 星狩りの夜 (3:47)
  - 作詞：八野英史、作曲：岡部亘（岡部わたる）
10. 夏の日の葉脈 (5:07)
  - 作詞：八野英史、作曲：宮大
11. 35˚07' (3:22)
  - 作詞：八野英史、作曲：岡部亘

## クレジット
- 八野英史 : ヴォーカル、アコースティック・ギター、副 R&R ギター (2)
- 岡部亘（岡部わたる）  : ドラムス、バッキング・ヴォーカル (9)、アコースティック・ギター (9)(11) 、口笛 (11)
- 宮大 : ベース、シンセベース、エアチューブ (11)
- 鈴木浩  : エレクトリック・ギター、アコースティック・ギター (10) 、マンドリン(5)

### 参加ミュージシャン
- 冨田恵一 : コンピュータ & 全シンセサイザー・プログラミング、ピアノ、ハモンド・オルガン & キーボード
- 外間隆史 : シンセサイザー (1)(2)(5)
- 飯尾芳史 : サウンド・トリートメント

### その他
- プロデュース : 外間隆史
- 録音・ミックス : 飯尾芳史
- サウンド・プロデュースおよびアレンジ : 外間隆史 + 冨田恵一 + b-flower
- ヴィジュアル・コンセプト : 外間隆史 + 八野英史

## 備考
- ジャケット写真の撮影は、ノルウェーで行われた（この時に撮った写真が、公式サイトの Home ページにも使われている）。
- 録音は、同年の5月から7月にかけて Music Inn 山中湖 Studio および Manor Studio で行われた。
- 2010年現在、廃盤。